# Hartford (motorfiets)

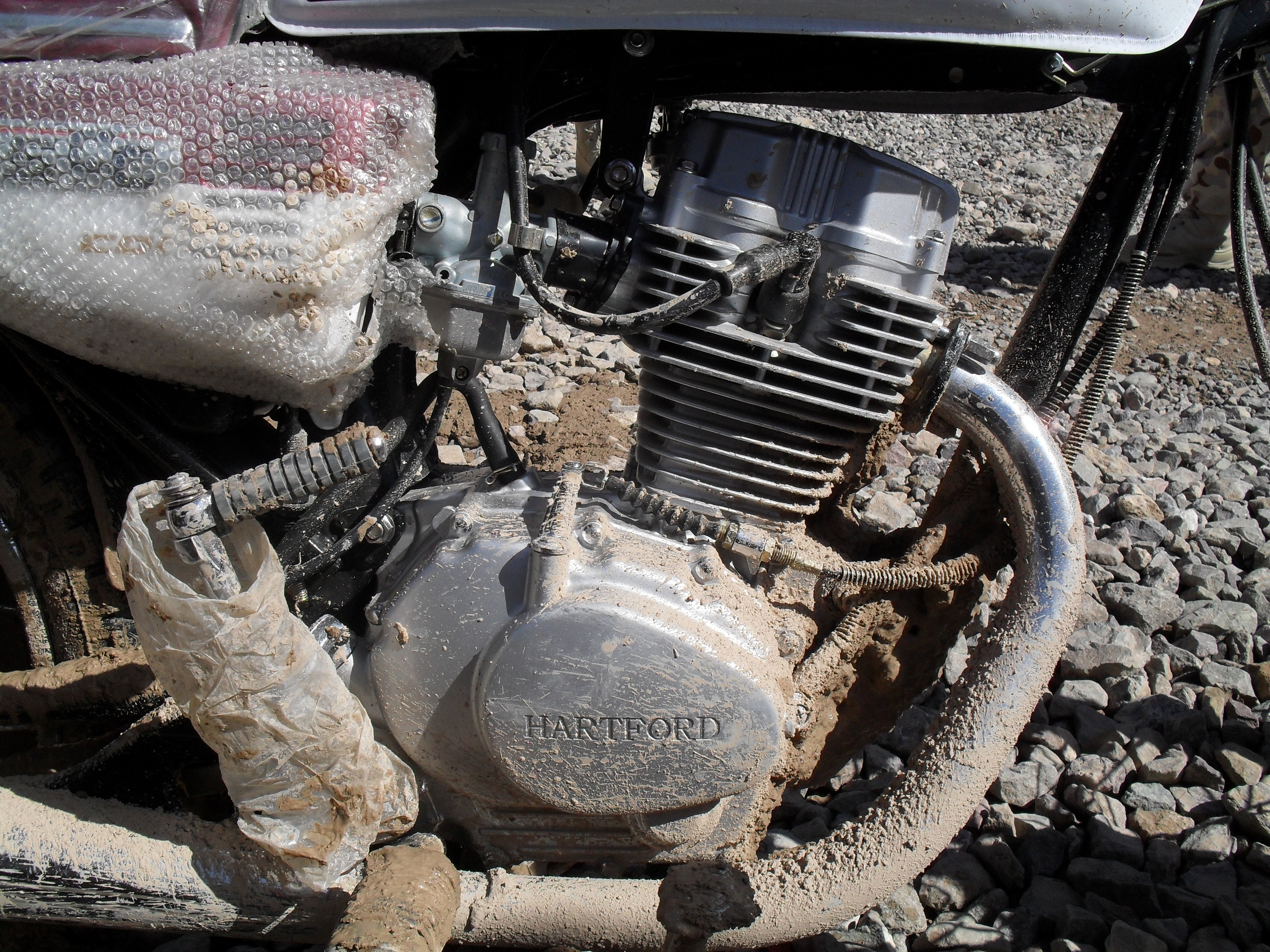
Hartford 125 cc viertaktmotor als inbouwmotor in een Iraanse Tak Taz motorfiets

Hartford is een motorfietsmerk uit Taiwan. De Taiwanese fabriek van Hartford is gevestigd in Taichung.
De Hartford Legion HD-125 L en de Hartfort Winner WN-125 verschenen begin 1998 op de Nederlandse markt als tamelijk ouderwets ogende 124cc-viertakt-custommodel met een eigen motorblok, een kopie van het stoterstangenmotortje van de Honda CG 125. Op dat moment werden er drie verschillende modellen geproduceerd. Wanneer Hartford begon te produceren is niet bekend.